# ТЕС Siderúrgica Presidente Vargas
22°30′50″ пд. ш. 44°6′39″ зх. д. / 22.51389° пд. ш. 44.11083° зх. д.
ТЕС Siderúrgica Presidente Vargas — теплова електростанція у бразильському штаті Ріо-де-Жанейро, яка належить до комплексу металургійного комбінату у місті Волта-Редонда.
Один з найстаріших металургійних комбінатів Бразилії Siderúrgica Presidente Vargas має власну електростанцію, яку започаткували у 1999 році, коли стали до ладу дві парові турбіни потужністю по 117,6 МВт, котрі використовують вторинні горючі гази, що продукуються під час роботи комбінату — коксовий, доменний та конвертерний. Відпрацьована ними пара використовується для технологічних потреб підприємства.
Крім того, в 2014-му на доменній печі № 3 встановили додаткову турбіну потужністю 21 МВт, яка використовує енергію відхідних газів печі, котрі виходять з неї під великим тиском.